# 奎依巴格区
奎依巴格区是中华人民共和国新疆维吾尔自治区喀什地区泽普县下辖的一个县辖区，截至2023年是中国大陆唯二的县辖区之一（另一个是河北省张家口市涿鹿县南山区）。

## 行政区划
奎依巴格区为中石油塔里木油田分公司塔西南石油勘探开发公司所在地，其中奎依巴格镇为石油基地驻地。

## 历史
1955年3月，叶城县六区（下辖布依鲁克、阿克塔木加依、桑、托乎拉克勒克、加依托格拉克、阿拉格尔、塔尕其、科克其艾日克等8个乡，今图呼其乡、布依鲁克塔吉克族乡一带）、十区（下辖罕栏干、奎依巴克、阿克塔木、皮牙4个乡，今奎依巴格镇、奎依巴格乡、县林场一带）总面积161平方公里，人口3.38万人划归泽普县，分别改为泽普县六、七区。1955年11月，泽普县重划为5个区、38个乡：六区改为四区，辖区不变，七区改为五区，增辖科孜满乡。1961年11月，泽普县将5个人民公社（原区公所）调整为9个，公社名称改为以所在地命名，前进公社更名奎依巴格公社，由红旗公社分出图呼其公社（辖区包括今布依鲁克塔吉克族乡）。1984年11月，图呼其、奎依巴格等9个公社改为乡。
1970年9月，新疆石油管理局重新组建南疆石油勘探会战指挥部（简称“南指”），驻库车县。1975年4月，南疆石油勘探会战指挥部由库车迁驻皮山县今阔什塔格乡。 1977年5月，叶城县柯克亚乡境内的柯参一井喷油。1979年5月，泽普县委常委会同意南疆石油基地建在泽普县境内，并将位于奎依巴格公社吾尊萨依戈壁北缘、叶尔羌河东岸引洪总干渠两岸的14平方公里（县城西南18公里处）划给“南指”使用。 1979年7月，泽普石油基地在荒滩上破土动工。 1980年3月，南疆石油勘探开发指挥部（“南指”）由叶城县城东侧14公里新藏公路两侧的戈壁滩上的临时基地正式迁驻位于泽普县奎依巴格乡境内的“泽普石油基地”。1983年9月，国务委员康世恩视察柯克亚油气田，鉴于这里海拔高、条件艰苦，指示“柯克亚油田实行轮替制，（生产生活）基地就建在泽普石油基地”。1983年10月，国家计委批准泽普石油化工厂立项，总概算5.47亿元。1984年底，泽普基地有各族职工5881名，总人口7323人（含流动人口）。1985年3月，为适应南疆石油勘探指挥部定址泽普后的行政管理，方便就近服务石油基地职工生活，泽普县划出奎依巴格乡的2个村，设立奎依巴格镇；划出图乎其乡的塔吉克族聚居地区，设立布依鲁克塔吉克族乡。1985年5月，泽普县为方便协调基地周边乡、镇与基地开发公司的经常联系，设立奎依巴格区，管辖一镇两乡；并设立公安、粮食、工商、邮电、税务等5个分局。1986年5月，泽普石化厂破土动工，1989年5月试生产。1999年8月，新疆石油管理局塔西南石油勘探开发公司整体划归中国石油天然气集团公司塔里木石油勘探开发指挥部（驻新疆库尔勒市，1989年4月成立）。